# بين الوقر (وشحة)

تعديل مصدري - تعديل

بين الوقر هي إحدى قرى عزلة بنى سعد بمديرية وشحة التابعة لمحافظة حجة، بلغ تعداد سكانها 67 نسمة حسب تعداد اليمن لعام 2004.